# Lomaspilis naevaria
Lomaspilis naevaria là một loài bướm đêm trong họ Geometridae.